# Gliese 504 b
Gliese 504 b (често скраћен на GJ 504 b) NASA сматра планетом Јовијана, иако се расправљало да је уместо тога смеђи патуљак (brown dwarf). Налази се у систему соларног аналога 59 Виргинис (GJ 504), откривеног директним снимањем помоћу HiCIAO инструмента и АО188 адаптивног оптичког система на 8,2-метарском Субару телескопу опсерваторије Мауна Кеа, Хаваји, од стране Кузухаре et al. Визуелно, GJ 504 b би имао ружичасту боју. Може се видети са Земље у сазвежђу Девице. 

## Историја посматрања
Слике открића су снимљене 2011. године, а правилно кретање је потврђено 2012. у оквиру Стратешког истраживања егзопланета и дискова са Субаруом (Strategic Explorations of Exoplanets and Disks with Subaru/SEEDS). Истраживање SEEDS има за циљ да открије и карактерише џиновске планете и окозвездане дискове помоћу Субару телескопа од 8,2 метра. У фебруару 2013. Кузухара ет ал. поднео је документ о открићу новина „Часопис Астрофизике” и у септембру је објављен. Додатна студија објављена у издању Часописа Астрофизике из октобра 2013. потврдила је апсорпцију метана у инфрацрвеном Х опсегу, што је први пут урађено за планету са директном сликом која се формирала унутар диска.

## Својства
Првобитно је предвиђено да спектрални тип GJ 504 b буде касни Т или рани Y, а накнадна студија је проценила да је спектрални тип Т8 најбоље одговарао. Његова ефективна температура је 544±10 К (271±10 °C), много хладнија од претходно снимљених егзопланета са јасним планетарним пореклом. Угаоно одвајање планете од матичне звезде је око 2,5 лучне секунде, што одговара пројектованом одвајању од 43,5 АЈ, што је скоро девет пута веће растојање између Јупитера и Сунца, што представља изазов за теоријске идеје о томе како је џиновски формирају планете. Ова планета се сматра одличном метом за детаљну спектроскопску карактеризацију због своје близине Земљи и њене велике удаљености.
Процењена маса GJ 504 b-a зависи од вредности његове старости, што је слабо познато. Откривачи су усвојили вредност старости 0.16-0.06+0.35  109 godina и процењена маса као 4,0+4,5−1,0 МЈуп. У 2015, други астрономи су добили вредност старости 4,5+2,0−1,5 109 godina, што одговара 20-30 МЈуп. У овом случају, објекат је пре смеђи патуљак него планета. У 2017. објављена је средња старосна вредност од 2.5+1.0−0.7 . Чак и са најнижим годинама, то је најстарија екстрасоларна планета директно снимљена, као за 2013. годину.
Радијус Глиесе 504 б је процењен на 0,96 ± 0,07 РЈ.